# آرامگاه عبدالرحمان گهواره‌گر
آرامگاه عبدالرحمان گهواره‌گر بنای فعلی مربوط به سدهٔ ۹ و ۱۰ ه‍.ق است و آنچه در این بنا مشخص است بازسازی و گسترش بنا در چندین دوره زمانی مختلف است و می توان آن را به سه بخش مرکزی که قدمت آن به پیش از اسلام بر میگردد و بنای گنبدی که دوره تیموریان ساخته شده و دالان ها و سکوی غربی و شرقی تقسیم نمود ، قرار گرفتن این بنا بر روی تپه ایی منفرد و منحصر به فرد به شکلی که از چهار جهت مشرف بر راه های مواصلاتی باستانی داشته باشد خود مدعایی بر قدمت پیش از اسلام این بنا دارد ، این بنا در بخش گلمکان، شهرستان گلبهار، روستای نوزاد واقع شده‌است. این اثر در تاریخ ۲۵ آذر ۱۳۷۵ با شمارهٔ ثبت ۱۸۱۲ به‌عنوان یکی از آثار ملی ایران به ثبت رسیده‌است.